# I Have Questions
«I Have Questions» es una canción grabada por la cantante y compositora cubanomexicana Camila Cabello. Apareció por primera vez como introducción en el vídeo musical de su sencillo debut «Crying in the Club», antes de su lanzamiento oficial con un vídeo con letra el 22 de mayo de 2017. Fue escrito por Cabello con Bibi Bourelly y Jesse Shatkin, quienes también produjo, grabó y programó el tema.
Cabello escribió la canción mientras todavía estaba de gira con su entonces grupo Fifth Harmony. Fue la primera canción que escribió para su álbum debut, inspirando la dirección del proyecto que entonces se llamaba The Hurting. The Healing. The Loving. Según ella, esta era la parte «The Hurting» del álbum. La canción, sin embargo, no se incluyó en la lista de canciones estándar final después de la reimaginación del álbum. Está incluido en la edición limitada japonesa del álbum de estudio debut de Cabello, Camila (2018), como pista extra, y es la cara B del sencillo de 7 pulgadas de su debut en solitario «Crying in the Club».
«I Have Questions» se basa en letras melancólicas. La cantante no entiende por qué su amiga la ha traicionado y tiene preguntas para ellos. Su producción oscura presenta una línea prominente de violonchelo y ritmos de caja de ritmos que comienzan después del segundo estribillo. En su lanzamiento, la canción llegó a las listas de España, Portugal y Francia. Cabello interpretó la canción en los Billboard Music Awards 2017, los iHeartRadio Much Music Video Awards 2017 y Britain's Got Talent.

## Composición y lanzamiento
La letra de "I Have Questions" habla de temas de abandono y la asimilación de que una persona apreciada no era lo que aparentaban ser. Como dice el título de la canción, la cantante tiene muchas preguntas sobre el tema de la canción. Cuando Cabello anunció su álbum debut de estudio en las redes sociales, reveló que comenzó a escribir "I Have Questions" en un cuarto de baño de un hotel mientras estaba de gira en 2016, "Yo estaba completamente rota ese tiempo", declaró. La canción fue presentada por primera vez como una introducción en el vídeo musical de su primer sencillo, "Crying in the Club", y más tarde fue lanzada a las tiendas de música y servicios de streaming.
Se rumorea que esta canción es en realidad para sus excompañeras de Fifth Harmony, ya que la cantante ha declarado que la canción es para "varias personas" y trata más sobre "amistades tóxicas" que sobre una relación amorosa, cosa que concuerda con la difícil relación que tuvo Cabello con el ahora cuarteto y la mala forma como terminó su relación con ellas para empezar su carrera en solitario. También afirmó que espera que "esas personas" sepan que la canción esta hablando sobre ellas. 
La cantante ha afirmado que ya superó la difícil y dolorosa situación que inspiró la canción y que en realidad ahora no le interesa tener las respuestas de las preguntas que indica en su canción.

## Actuaciones en directo
Cabello actuó cantando "I Have Questions" junto con "Crying in the Club" en los Billboard Music Award 2017 y en el famoso concurso de la televisión británica, Britain's Got Talent.

## Posicionamiento en listas
| Listas (2017)                                     | Mejor posición |
| ------------------------------------------------- | -------------- |
| Francia (SNEP)                                    | 94             |
| Portugal (AFP)                                    | 67             |
| España (PROMUSICAE Top 100)                       | 9              |
| Estados Unidos (Billboard Bubbling Under Hot 100) | 24             |